# Osatu
Das Osatu (auch Ihatum genannt) ist eine stark vom Aussterben bedrohte tivoide Sprache des Kamerun. 
Osatu ist aufgrund seiner sinkenden Sprecherzahl nur spärlich dokumentiert und wurde eine ganze Weile lang als eine Graslandsprache betrachtet.